# 三輪神社 (名古屋市)
三輪神社（みわじんじゃ）は、愛知県名古屋市中区大須3-9-32にある神社。社格は旧村社。境内にある尾張藩の矢場跡は矢場町という地名の由来となった。

## 祭神
- 大物主大命（おおものぬしのおおかみ）[1]
- 徳川義宜公（とくがわよしのりこう）[1] - 尾張藩16代藩主。

## 歴史

### 再興
元亀年間（1570年～1573年）、大和国桜井三輪町から尾張国に小林城主となった牧長清が、故郷の三輪山の鎮守である大物主大命を祀ったとされる。古くは三輪大明神または三輪社と称した。なお、『愛知県神社名鑑』では元亀年間ではなく永禄年間（1558年～1569年）とされている。

### 近世
天保年間（1830年～1843年）に社殿が改築された。江戸時代には、尾張藩8代藩主の徳川宗勝をはじめとする代々の尾張藩主の崇敬を受けた。

### 近代
1872年（明治5年）、近代社格制度による村社に列せられた。明治時代になって尾張藩16代藩主の徳川義宜を合祀した。1907年（明治40年）10月26日、神饌幣帛料供進社に指定された。1911年（明治44年）、三輪社から三輪神社に改称した。

### 現代

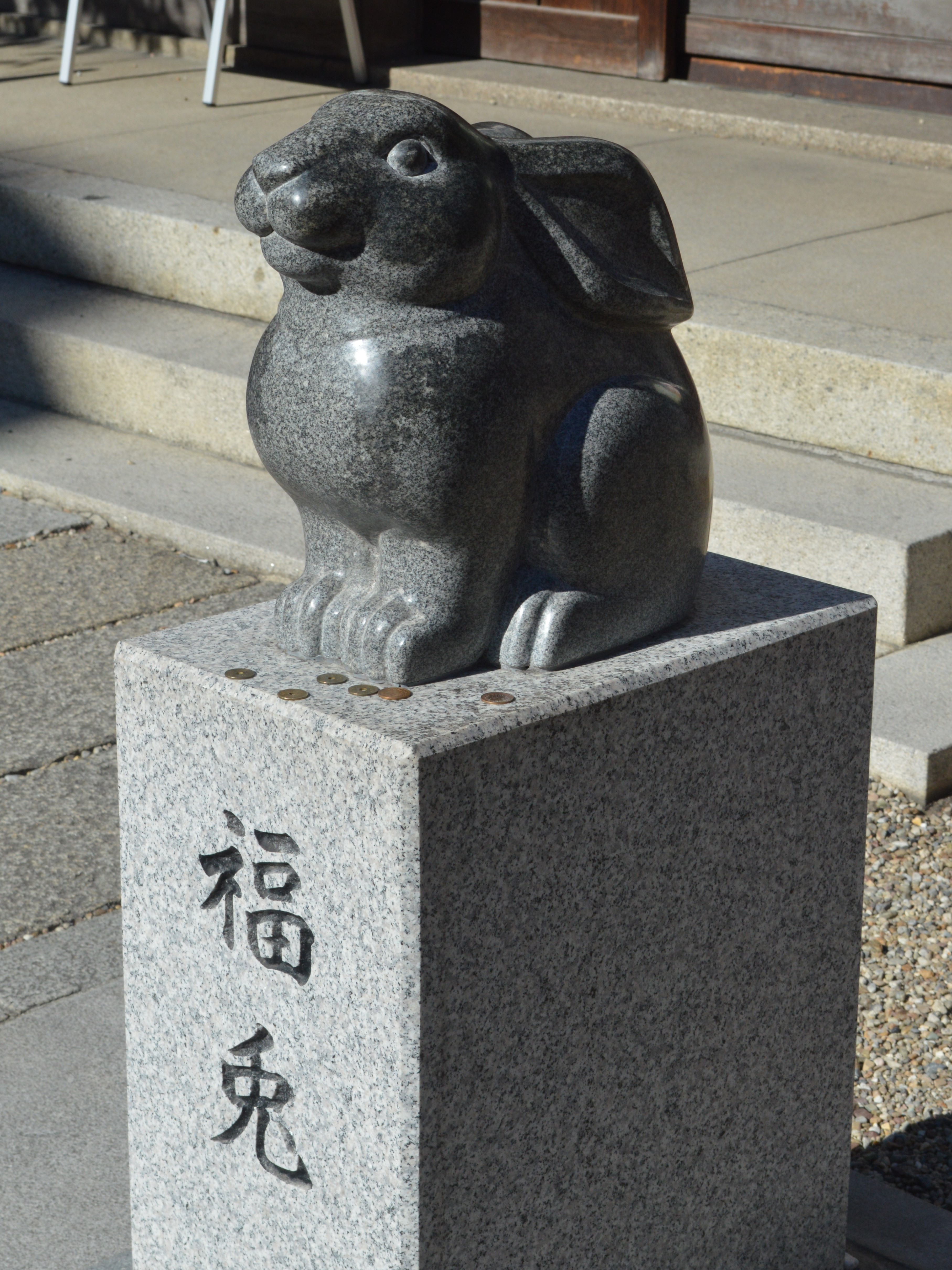
福兎

2010年（平成22年）には女性の平尾晴美が宮司に就任した。2013年（平成25年）には福兎（幸せのなでうさぎ）の石像を設置し、2016年（平成28年）には境内のあちこちにうさぎの人形を設置した。
2016年（平成28年）にはカラフルな御朱印の授与を開始し、2019年（令和元年）時点では月替わりの御朱印、期間限定の御朱印など、常時6種類以上の御朱印の授与を行っていた。令和改元に合わせた期間限定の御朱印は6時間待ちだったという。2019年（令和元年）時点では平日に100人から150人、休日には平日の倍の参拝客があるという。同年10月4日には約4000万円をかけた銅葺屋根の改修が完了した。
2021年（令和3年）頃にはSNS上で「三輪神社に参拝すると『神席』（男性アイドルの公演で"推し"がよく見える席）がよく当たる」と評判になり、三輪神社は推し活に御利益があるとされるようになるとともに、「芸能の神様を祀る神社」という誤解も生まれるようになった。

## 境内

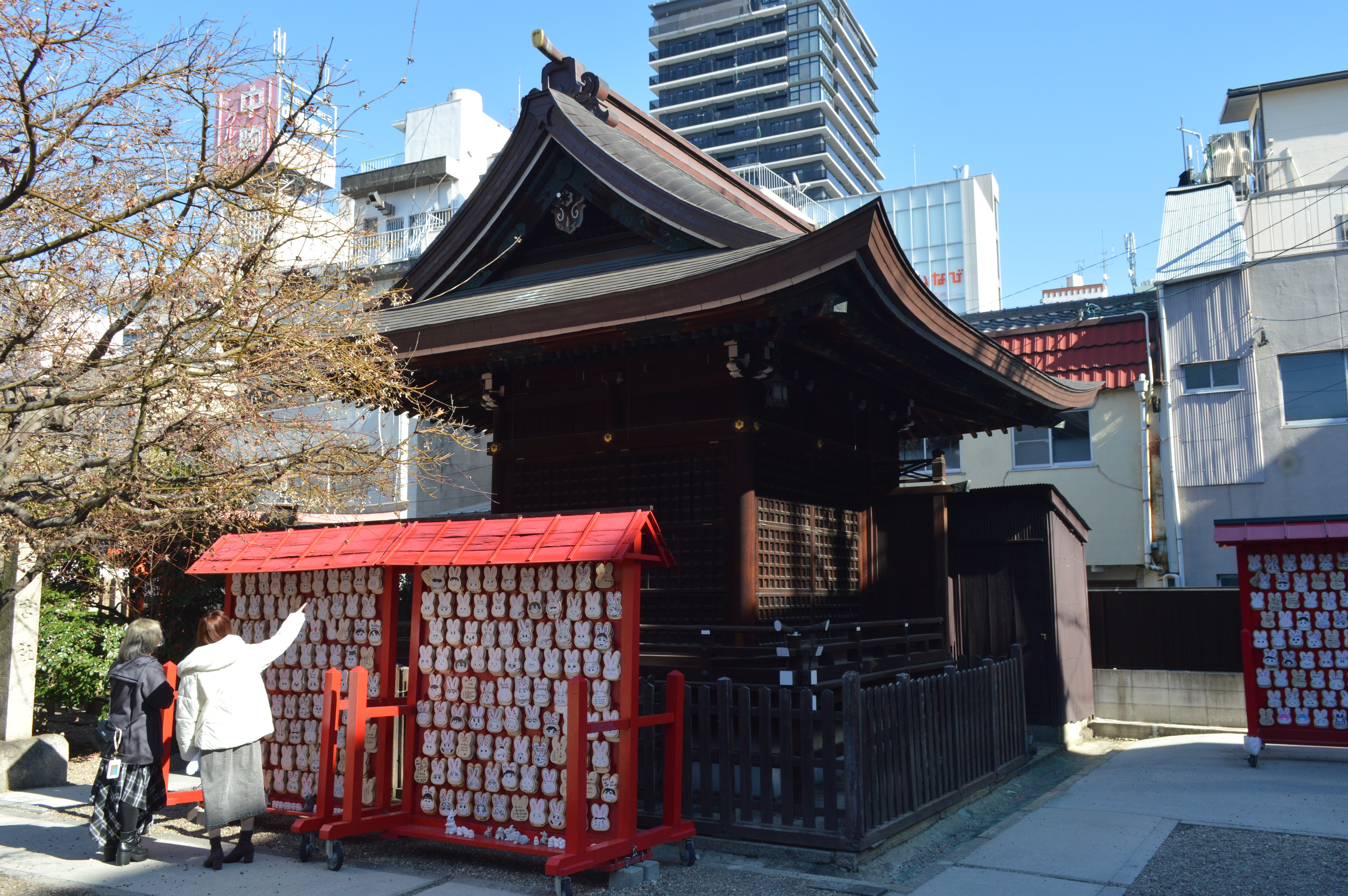
神楽殿

- 本殿
- 拝殿
- 神楽殿
- 社務所
- 九寿の木 - 御神木[2]。
- 鳥居 - 三輪鳥居[2]。秋田県鹿角郡小坂町の西ノ又鉱業所が製作。8の字を描くようにくぐると御利益があるとされる[6]。
- 手水舎
- 尾張藩の矢場跡 - 2014年（平成26年）4月中旬、境内北東角に記念碑が建立された[7]。
- 福兎（幸せのなでうさぎ）
- 陶製狛犬 - 瀬戸焼の陶工である加藤景正の作[3][1]。

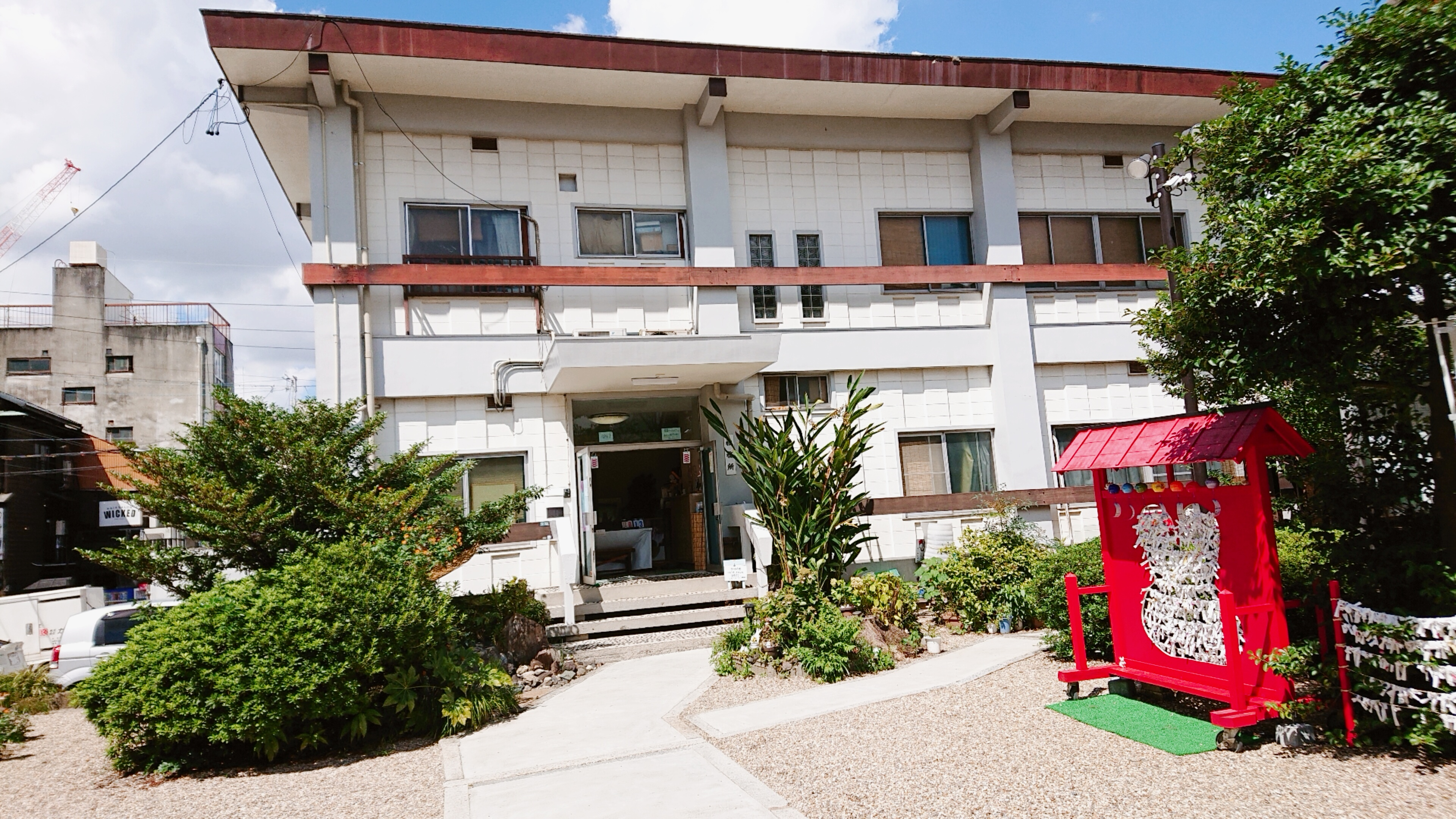
社務所
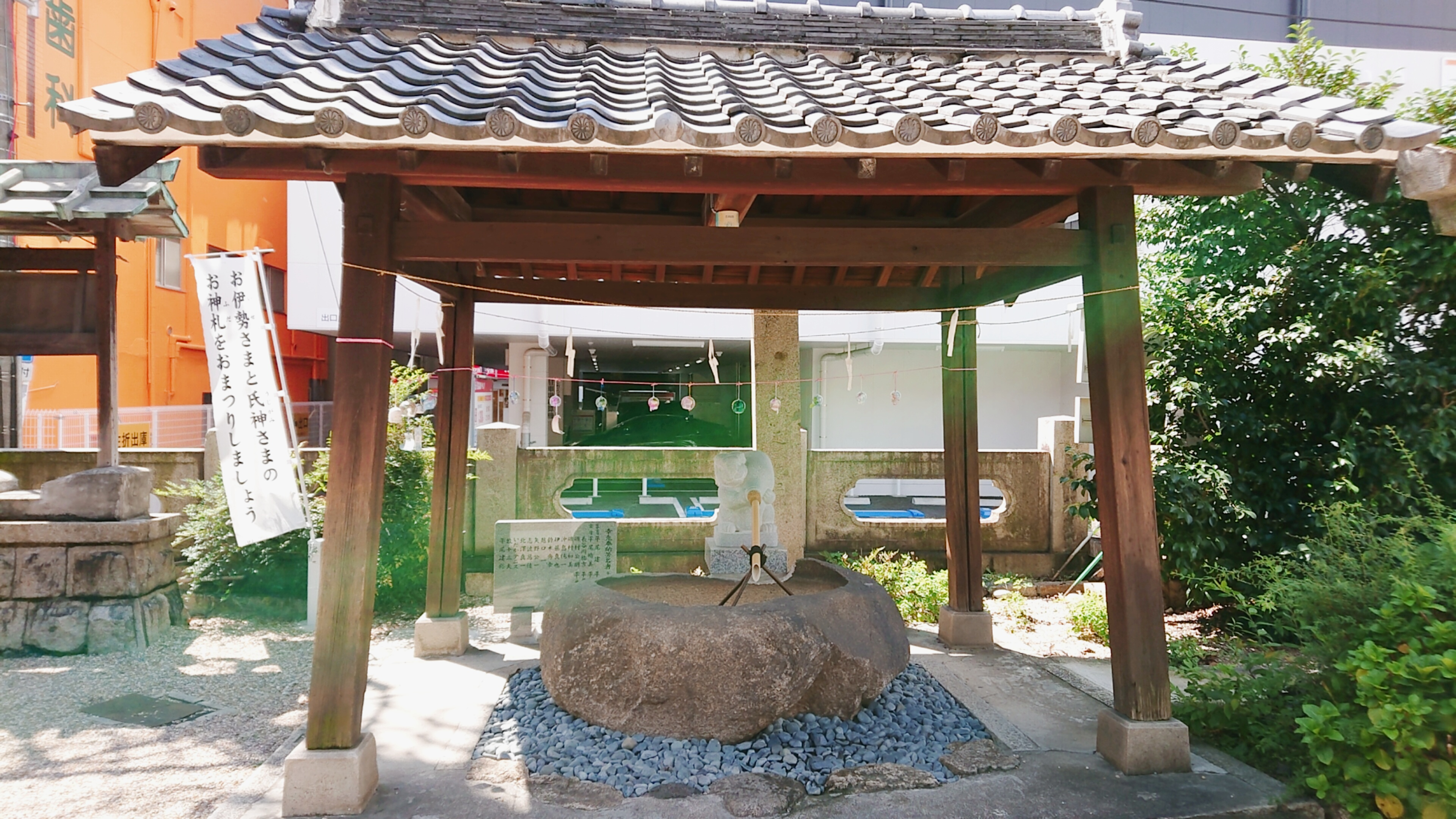
手水舎
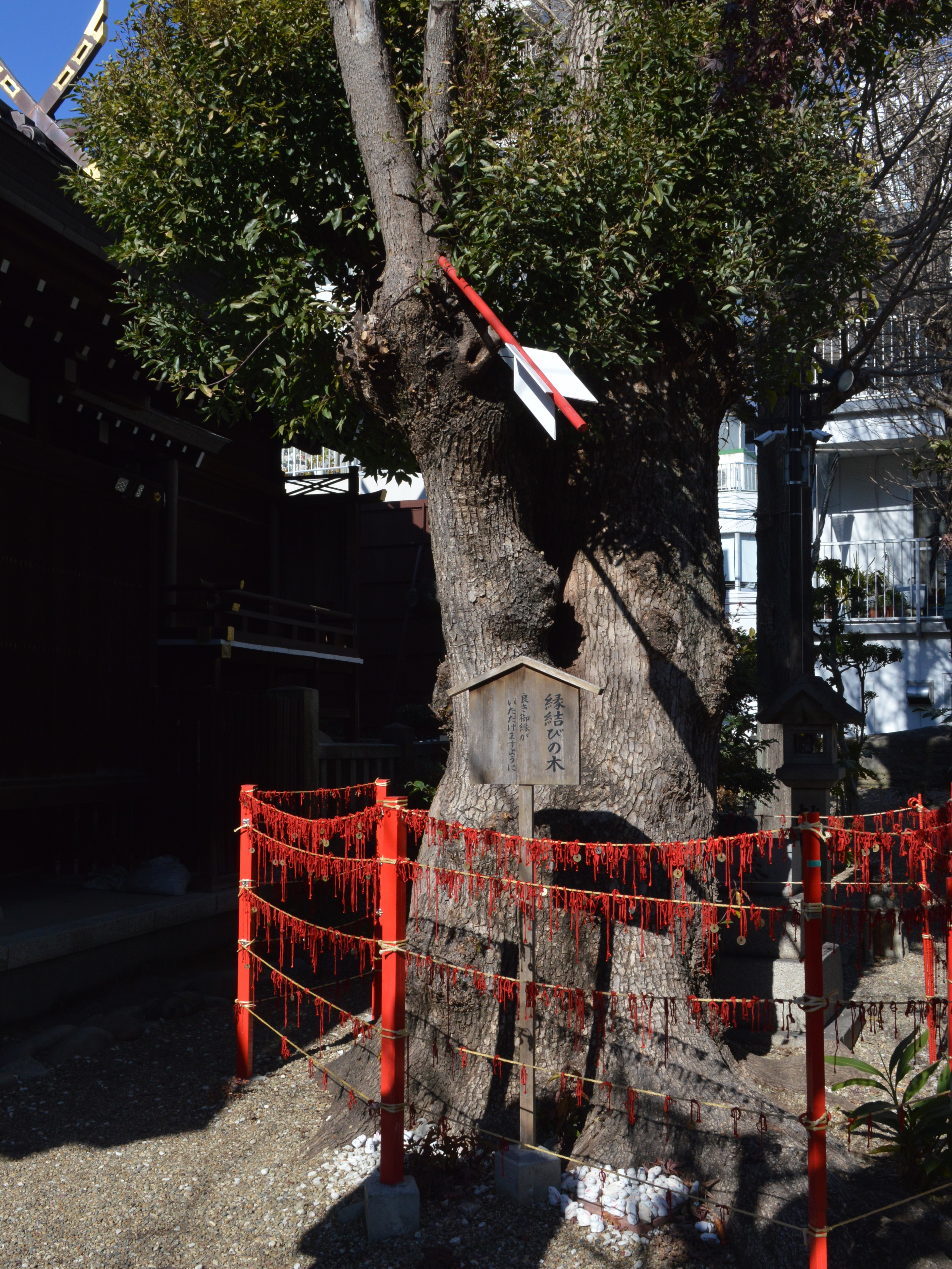
縁結びの木
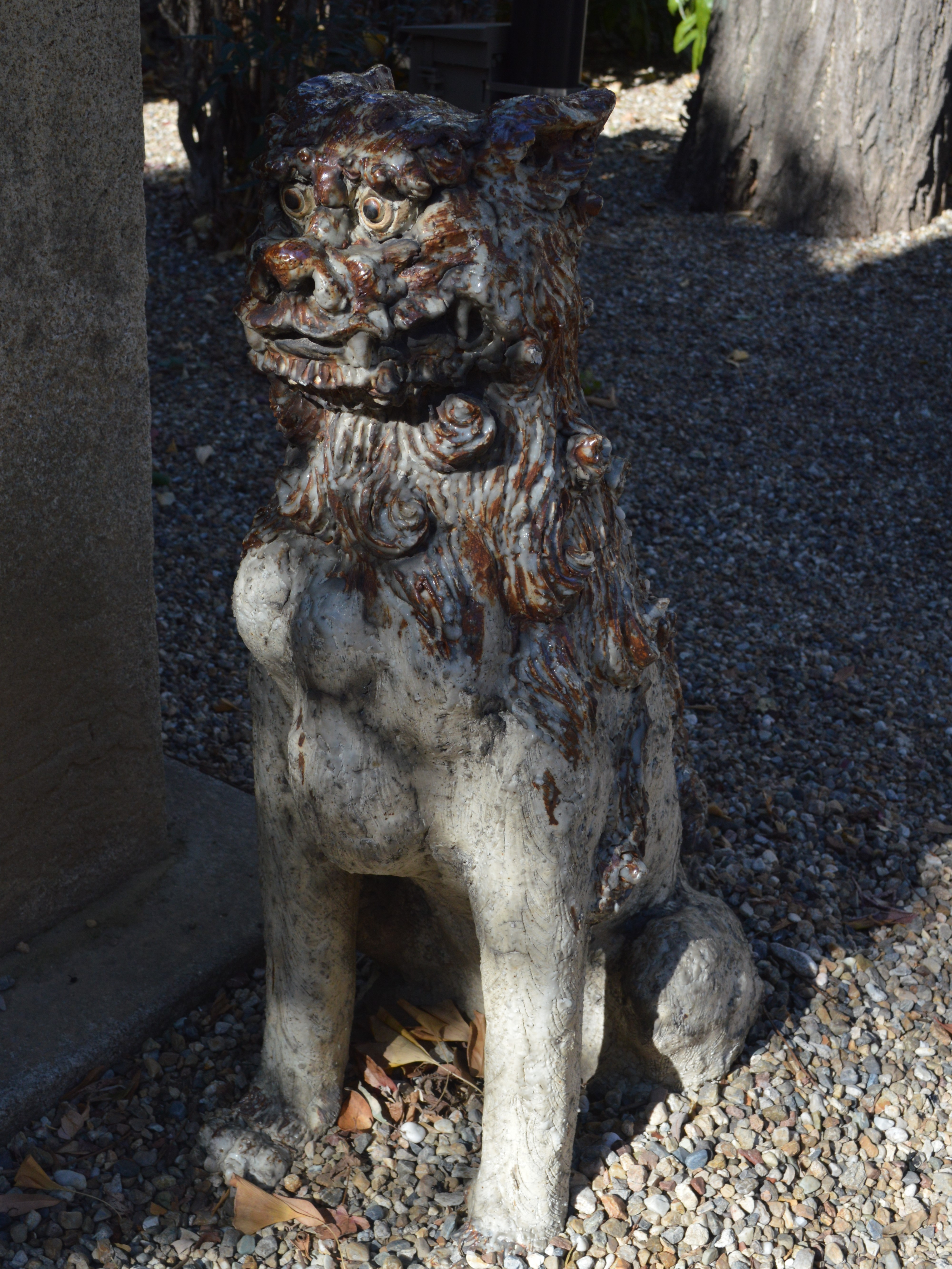
陶製狛犬：左
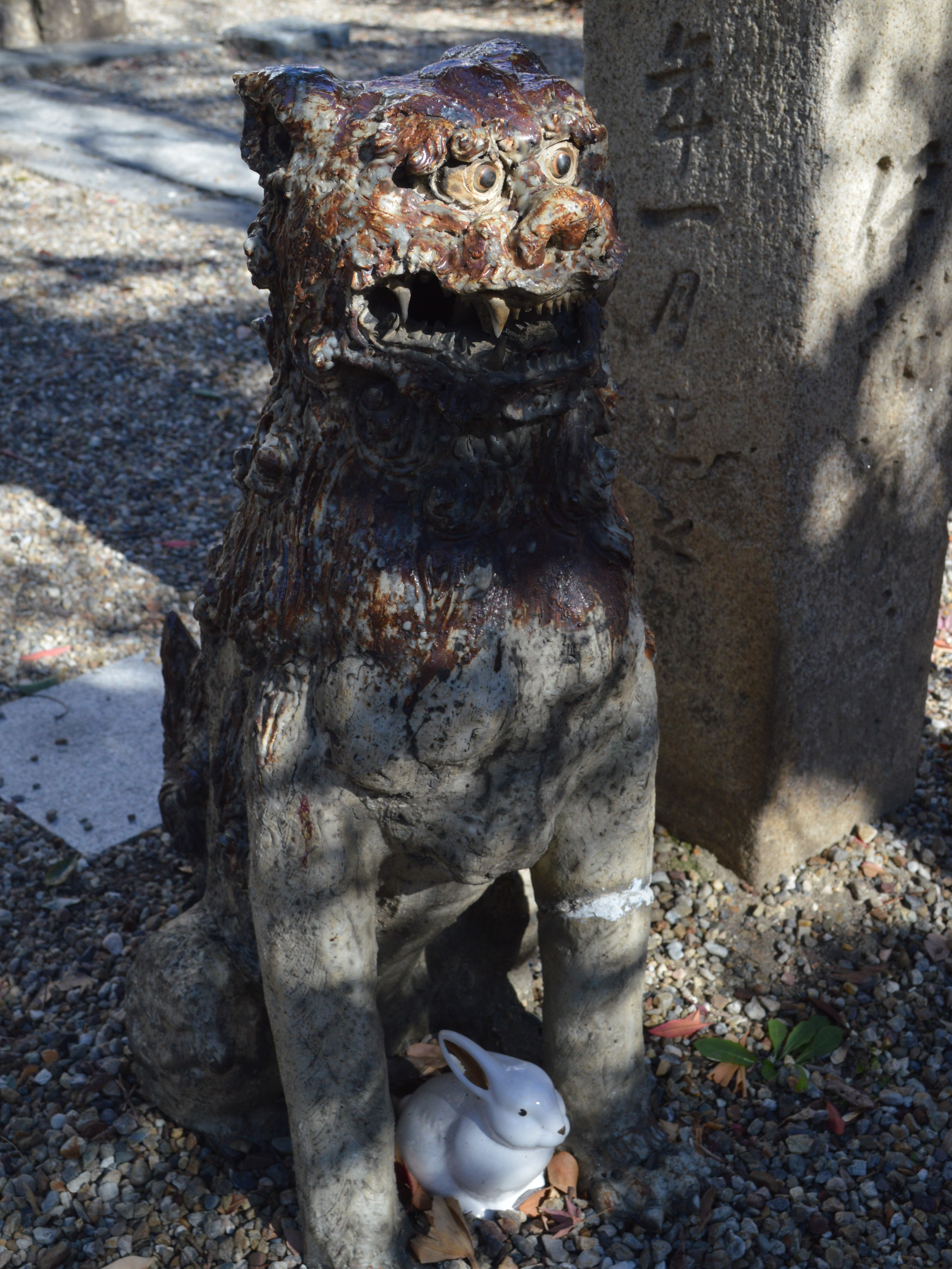
陶製狛犬：右
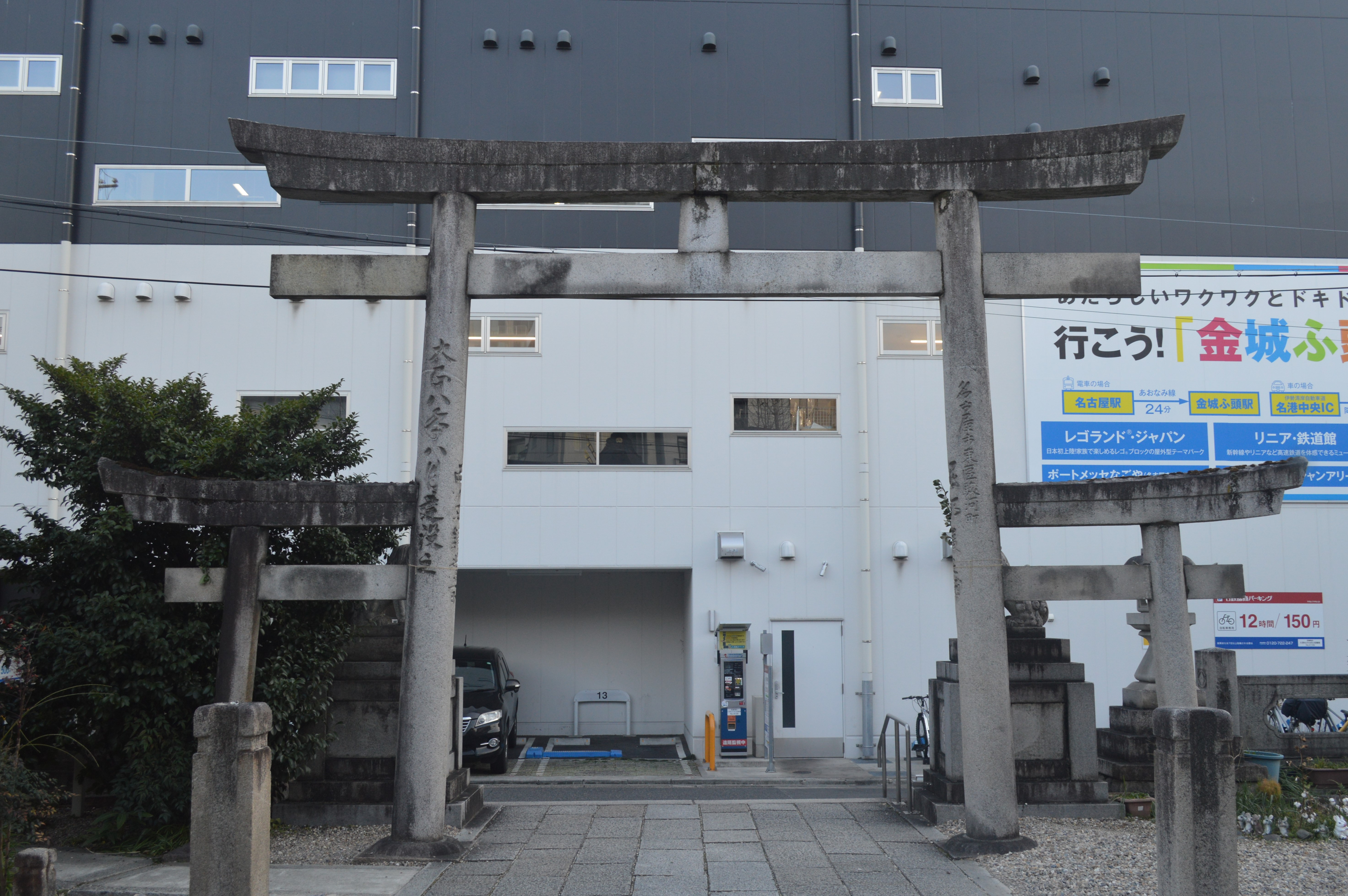
三輪鳥居

### 摂末社
- 幸宮社 - 御神徳は家内安全と開運厄除[2]。
- 白龍社 - 御神徳は開運隆昌と金運守護[2]。
- 福光稲荷 - 御神徳は商売繁盛[2]。

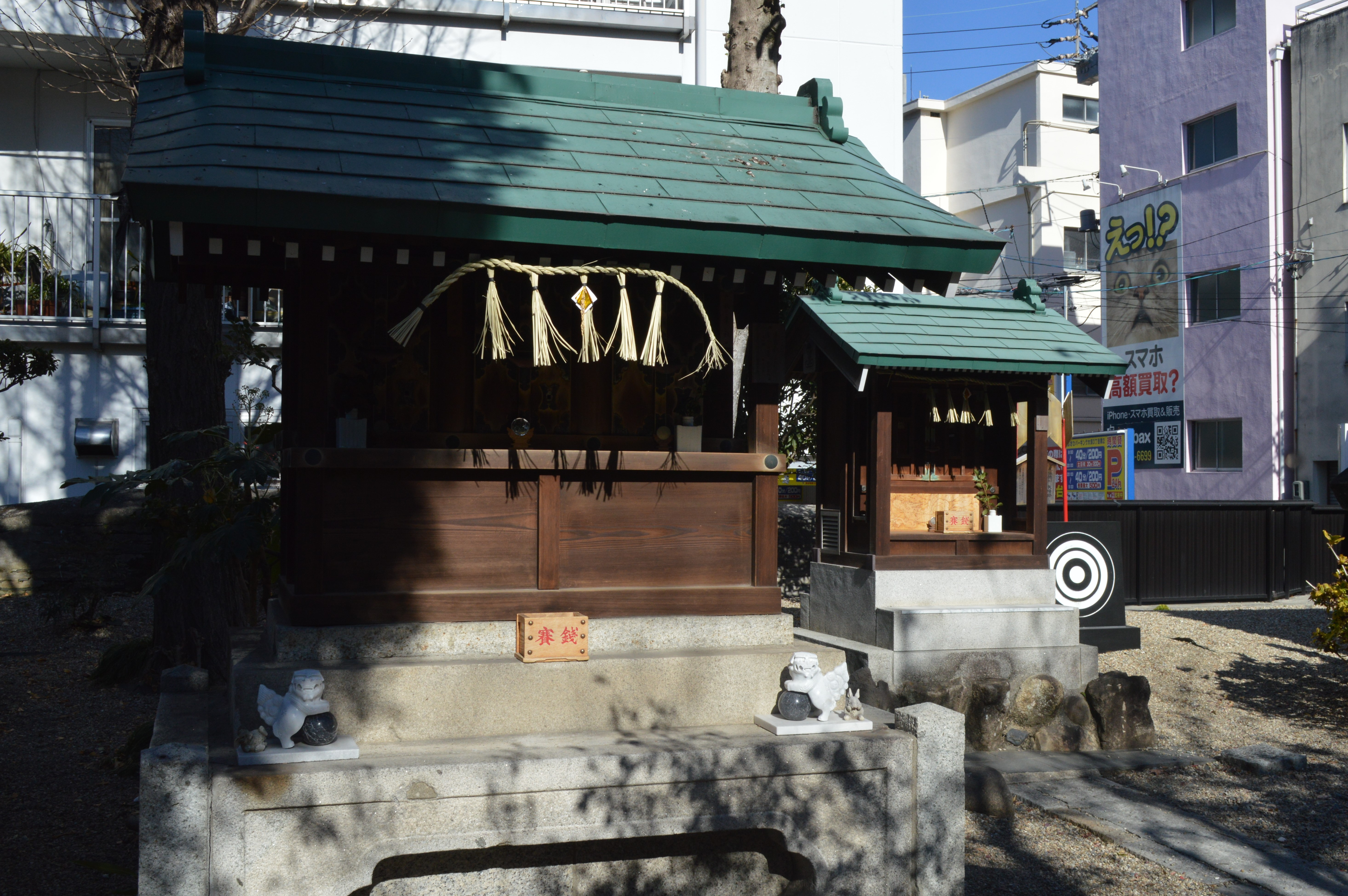
幸宮社（中央）と白龍社（右奥）
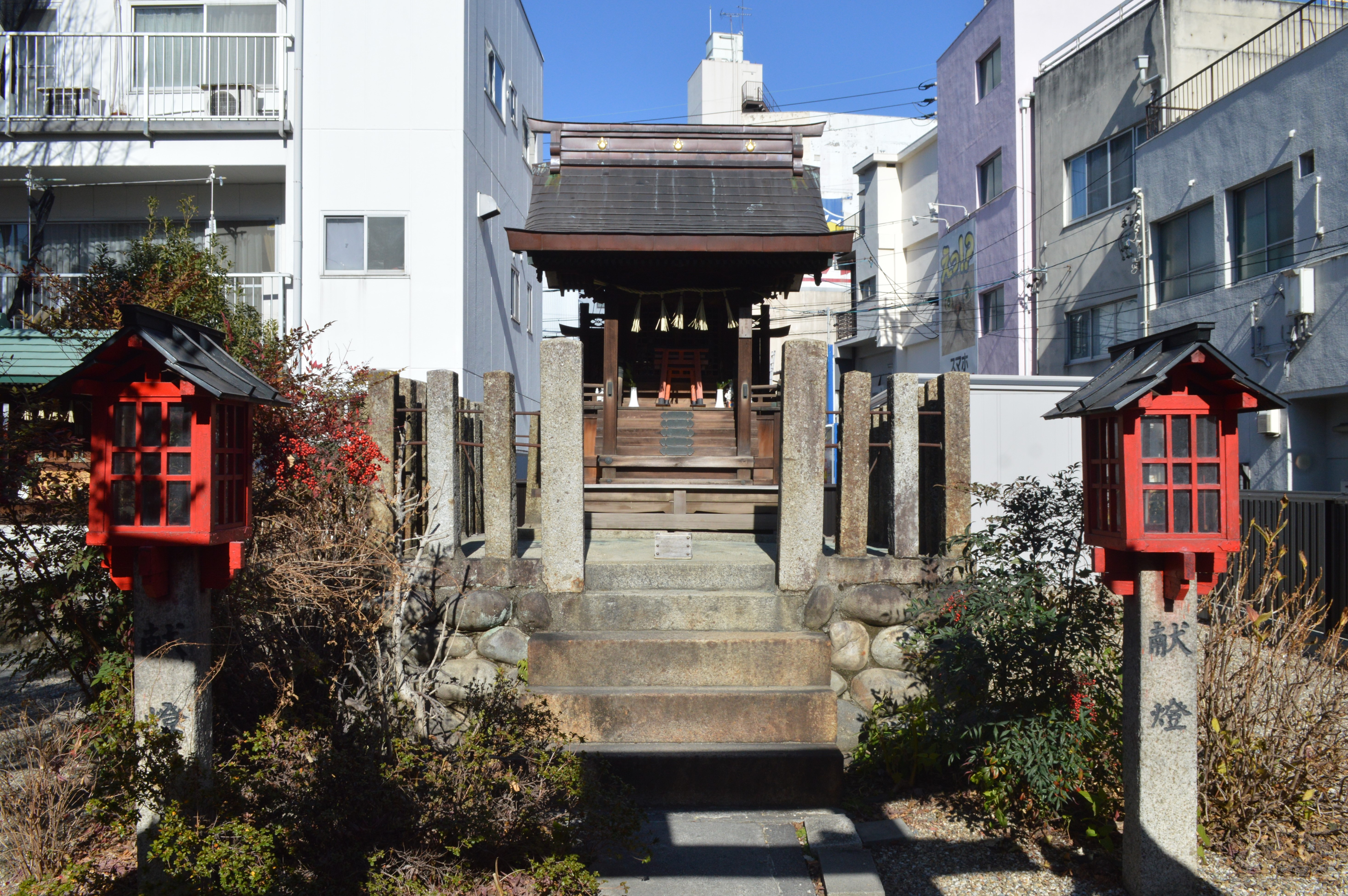
福光稲荷

### 矢場

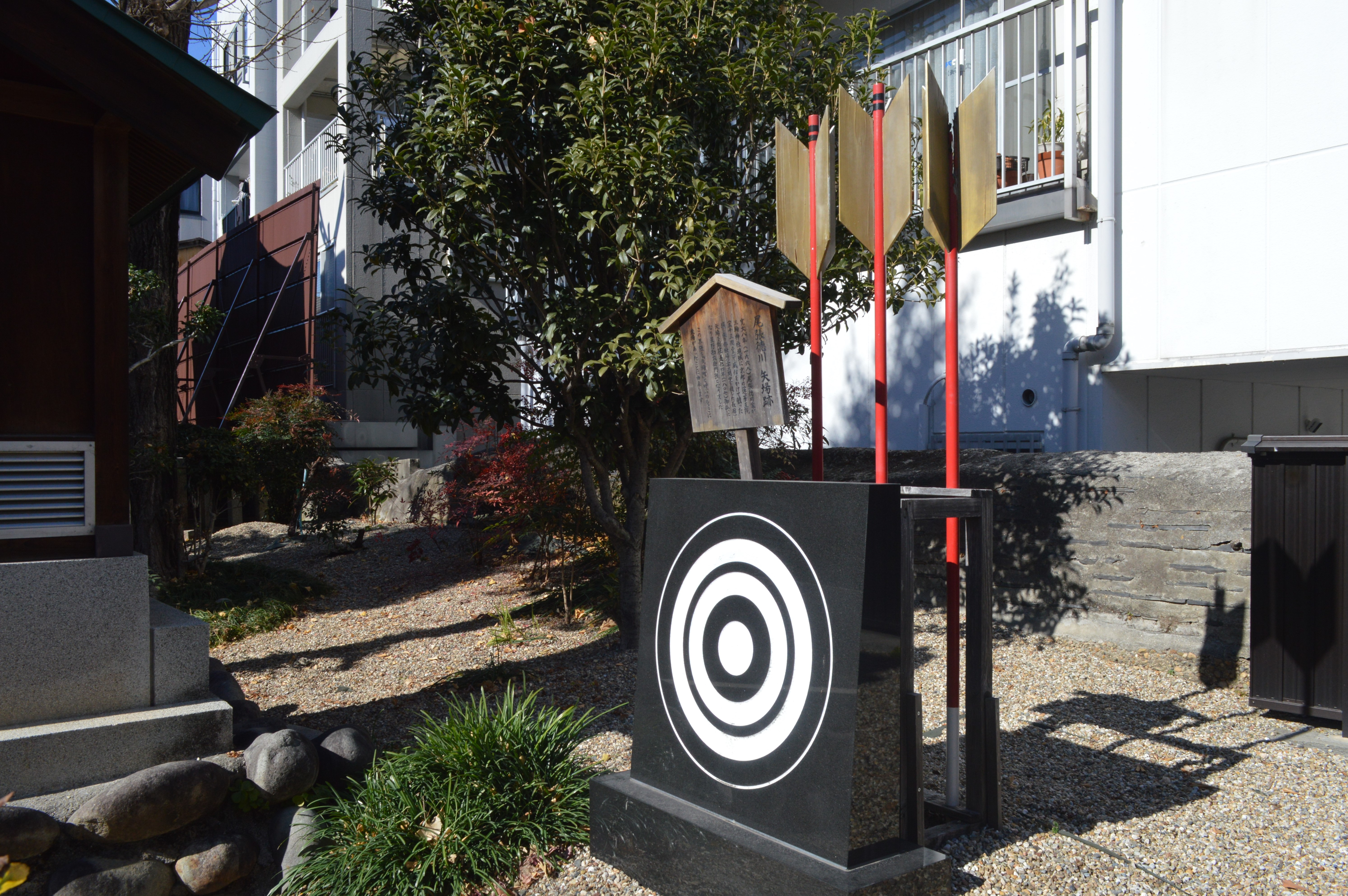
矢場跡

境内には尾張藩の矢場跡がある。江戸時代には京都の三十三間堂において、長廊の北端から南端に矢を放って当たった数を競う通し矢が行われていた。特に尾張藩と紀州藩の一騎討ちの様相を呈しており、寛文8年（1668年）、尾張藩はこの場所に矢場を作って藩士を稽古に励ませた。この矢場は矢場町の名前の由来となっている。東部と南部にあった矢場のうち南部である。

## 行事
- 毎月8日 - 大黒祭[2]
- 1月1日 - 元旦祭[2]
- 2月17日 - 祈年祭[2]
- 4月8日 - 初午祭[2]
- 7月8日 - 幸宮祭[2]
- 10月19日 - 例祭[2]
- 11月8日 - 白龍祭[2]
- 11月18日 - 徳川義宜公[2]
- 11月23日 - 新嘗祭[2]
- 12月31日 - 除夜祭[2]